# Antoni Zawadzki (generał)
Antoni Zawadzki, niem. Anton Zawadzki-Graßl von Rechten Ritter (ur. 18 marca 1859 w Wiedniu, zm. 24 stycznia 1928 w Siarach) – generał brygady Wojska Polskiego.

## Życiorys
Antoni Zawadzki urodził się 18 marca 1859 roku w Wiedniu. Maturę złożył w Tarnowie po czym wstąpił do cesarskiej i królewskiej armii. W latach 1878–1881 był słuchaczem Terezjańskiej Akademii Wojskowej w Wiener Neustadt. Przez kolejnych osiem lat pełnił służbę w Galicyjskim Pułku Ułanów Nr 1. W 1889 roku został przeniesiony do Pułku Huzarów Nr 4, a w 1894 roku do Pułku Ułanów Obrony Krajowej Nr 3 w Samborze. Od 1904 pełnił służbę w Pułku Ułanów Obrony Krajowej Nr 4, który stacjonował w Ołomuńcu, i którego dowódcą w latach 1904–1910 był pułkownik Emil Tarłowski. Po awansie na majora został w tym pułku dowódcą I dywizjonu. W 1910 roku na własną prośbę został przeniesiony w stan spoczynku. W 1914 roku został reaktywowany i wyznaczony na stanowisko komendanta stacji i etapu oraz komendy uzupełnień w Gródku Jagiellońskim. Od 1915 roku pełnił służbę w Generalnym Gubernatorstwie Wojskowym w Polsce. Początkowo, jako komendant obwodu w Lubartowie, następnie inspektor gospodarki, a od października 1917 roku komendant obwodu w Puławach.
18 listopada 1918 roku został przyjęty do Wojska Polskiego z armii austro-węgierskiej, z zatwierdzeniem posiadanego stopnia pułkownika. Z dniem 30 listopada 1918 roku został przeniesiony z rezerwy personalnej do dowództwa miasta Warszawy na stanowisko dowódcy. 28 czerwca 1919 roku został przeniesiony, jako oficer nadliczbowy, do 3 pułku Ułanów Śląskich z pozostawieniem na dotychczasowym stanowisku komendanta miasta Warszawy. 29 maja 1920 roku został zatwierdzony z dniem 1 kwietnia 1920 roku w stopniu pułkownika, w kawalerii, w grupie oficerów byłej armii austro-węgierskiej. 11 czerwca 1920 roku Naczelny Wódz, na wniosek Ogólnej Komisji Weryfikacyjnej, przyznał mu tytuł generała podporucznika. Z dniem 1 kwietnia 1921 roku został przeniesiony w stan spoczynku, w stopniu rzeczywistego generała podporucznika z prawem noszenia munduru. Od 5 maja 1922 roku, po wejściu w życie ustawy z dnia 23 marca 1922 roku o podstawowych obowiązkach i prawach oficerów Wojsk Polskich, przysługiwał mu tytuł generała brygady.
26 października 1923 roku Prezydent RP Stanisław Wojciechowski zatwierdził go w stopniu generała brygada. Na emeryturze mieszkał w miejscowości Rokitna. Zmarł 24 stycznia 1928 roku w Siarach, w gminie Sękowa.
Syn generała, doktor Aleksander Ostoja-Zawadzki urodzony 28 listopada 1896 roku we Lwowie, kapitan rezerwy 6 dywizjonu artylerii konnej i wicedyrektor Powszechnego Banku Kredytowego, zginął 4 grudnia 1928 roku w Warszawie, w pojedynku z Stanisławem Strumph-Wojtkiewiczem. Aleksander był żonaty z Marią, córką Władysława Długosza i Kamili.

## Ordery i odznaczenia
- Krzyż za 25-letnią Służbę Wojskową (niem. Militärdienstzeichen für Offiziere 3. Klasse)
- Brązowy Medal Jubileuszowy Pamiątkowy dla Sił Zbrojnych i Żandarmerii
- Krzyż Jubileuszowy Wojskowy

## Awanse
- porucznik (niem. Leutnant) - 1 września 1881
- starszy porucznik (niem. Oberleutnant) - 1 listopada 1886
- rotmistrz (niem. Rittmeister 2. Klasse) - 1 maja 1893
- rotmistrz (niem. Rittmeister 1. Klasse) - 1 maja 1893
- major (niem. Major) – 1 maja 1905
- podpułkownik (niem. Oberstleutnant) – 1 maja 1909
- pułkownik (niem. Oberst) – 1917
- tytularny generał podporucznik - 11 czerwca 1920
- generał podporucznik - 1 kwietnia 1921
- generał brygady - 1922, zatwierdzony 26 października 1923